# Critérium du Dauphiné 2021
73. ročník cyklistického závodu Critérium du Dauphiné se konal mezi 30. květnem. a 7. červnem 2021 ve Francii. Vítězem se stal Australan Richie Porte z týmu Ineos Grenadiers, jenž porazil druhého Kazacha Alexeje Lucenka (Astana–Premier Tech) a třetího Brita Gerainta Thomase (Ineos Grenadiers). Obhájce vítězství Daniel Felipe Martínez se závodu nezúčastnil.

## Týmy
Závodu se účastnilo všech 19 UCI WorldTeamů společně s 2 UCI ProTeamy pozvanými na divokou kartu. Každý tým přijel se 7 jezdci, na start se tedy postavilo 147 jezdců. Do cíle v Les Gets dojelo 118 jezdců.
Týmy, které se účastnily závodu, jsou:
UCI WorldTeamy
- AG2R Citroën Team
- Astana Premier Tech
- Bora–Hansgrohe
- Cofidis
- Deceuninck–Quick-Step
- EF Education–Nippo
- Groupama–FDJ
- Ineos Grenadiers
- Intermarché–Wanty–Gobert Matériaux
- Israel Start-Up Nation
- Lotto–Soudal
- Movistar Team
- Team Bahrain Victorious
- Team BikeExchange
- Team DSM
- Team Jumbo–Visma
- Team Qhubeka Assos
- Trek–Segafredo
- UAE Team Emirates

UCI ProTeamy
- Arkéa–Samsic
- B&B Hotels p/b KTM

## Trasa a etapy
Trasa byla organizátory odhalena 22. února 2021 v Lyonu.
| Etapa         | Datum         | Trasa                                      | Vzdálenost | Typ       | Typ                  | Vítěz                    |
| ------------- | ------------- | ------------------------------------------ | ---------- | --------- | -------------------- | ------------------------ |
| 1             | 30. května    | Issoire – Issoire                          | 182 km     |           | Rovinatá etapa       | Brent Van Moer (BEL)     |
| 2             | 31. května    | Brioude – Saugues                          | 173 km     |           | Kopcovitá etapa      | Lukas Pöstlberger (AUT)  |
| 3             | 1. června     | Langeac – Saint-Haon-le-Vieux              | 172,5 km   |           | Rovinatá etapa       | Sonny Colbrelli (ITA)    |
| 4             | 2. června     | Firminy – Roche-la-Molière                 | 16,4 km    |           | Individuální časovka | Alexej Lucenko (KAZ)     |
| 5             | 3. června     | Saint-Chamond – Saint-Vallier              | 175,4 km   |           | Rovinatá etapa       | Geraint Thomas (GBR)     |
| 6             | 4. června     | Loriol-sur-Drôme – Le Sappey-en-Chartreuse | 167,5 km   |           | Kopcovitá etapa      | Alejandro Valverde (ESP) |
| 7             | 5. června     | Saint-Martin-le-Vinoux – La Plagne         | 171,5 km   |           | Horská etapa         | Mark Padun (UKR)         |
| 8             | 6. června     | La Léchère-les-Bains – Les Gets            | 147 km     |           | Horská etapa         | Mark Padun (UKR)         |
| Celková délka | Celková délka | Celková délka                              | 1205,3 km  | 1205,3 km | 1205,3 km            | 1205,3 km                |

## Průběžné pořadí
| Etapa          | Vítěz              | Celkové pořadí    | Bodovací soutěž | Vrchařská soutěž | Soutěž mladých jezdců | Soutěž týmů      | Cena bojovnosti   |
| -------------- | ------------------ | ----------------- | --------------- | ---------------- | --------------------- | ---------------- | ----------------- |
| 1              | Brent Van Moer     | Brent Van Moer    | Brent Van Moer  | Brent Van Moer   | Brent Van Moer        | Lotto–Soudal     | Brent Van Moer    |
| 2              | Lukas Pöstlberger  | Lukas Pöstlberger | Sonny Colbrelli | Matthew Holmes   | Ilan Van Wilder       | Bora–Hansgrohe   | Lukas Pöstlberger |
| 3              | Sonny Colbrelli    | Lukas Pöstlberger | Sonny Colbrelli | Matthew Holmes   | Ilan Van Wilder       | Bora–Hansgrohe   | Loïc Vliegen      |
| 4              | Alexej Lucenko     | Lukas Pöstlberger | Sonny Colbrelli | Matthew Holmes   | Ilan Van Wilder       | Bora–Hansgrohe   | neuděleno         |
| 5              | Geraint Thomas     | Lukas Pöstlberger | Sonny Colbrelli | Matthew Holmes   | Ilan Van Wilder       | Bora–Hansgrohe   | Sven Erik Bystrøm |
| 6              | Alejandro Valverde | Alexej Lucenko    | Sonny Colbrelli | Matthew Holmes   | Ilan Van Wilder       | Ineos Grenadiers | Lawson Craddock   |
| 7              | Mark Padun         | Richie Porte      | Sonny Colbrelli | Lawson Craddock  | David Gaudu           | Ineos Grenadiers | Pierre Rolland    |
| 8              | Mark Padun         | Richie Porte      | Sonny Colbrelli | Mark Padun       | David Gaudu           | Ineos Grenadiers | Nils Politt       |
| Konečné pořadí | Konečné pořadí     | Richie Porte      | Sonny Colbrelli | Mark Padun       | David Gaudu           | Ineos Grenadiers | neuděleno         |

## Konečné pořadí
| Legenda | Legenda                            | Legenda | Legenda                                 |
| ------- | ---------------------------------- | ------- | --------------------------------------- |
|         | Označuje vítěze celkového pořadí.  |         | Označuje vítěze soutěže mladých jezdců. |
|         | Označuje vítěze bodovací soutěže.  |         | Označuje vítěze soutěže týmů.           |
|         | Označuje vítěze vrchařské soutěže. |         | Označuje vítěze ceny bojovnosti.        |

### Celkové pořadí
| Pořadí | Jezdec                   | Tým                     | Čas         |
| ------ | ------------------------ | ----------------------- | ----------- |
| 1      | Richie Porte (AUS)       | Ineos Grenadiers        | 29h 37' 05" |
| 2      | Alexej Lucenko (KAZ)     | Astana–Premier Tech     | + 17"       |
| 3      | Geraint Thomas (GBR)     | Ineos Grenadiers        | + 29"       |
| 4      | Wilco Kelderman (NED)    | Bora–Hansgrohe          | + 33"       |
| 5      | Jack Haig (AUS)          | Team Bahrain Victorious | + 34"       |
| 6      | Miguel Ángel López (COL) | Movistar Team           | + 38"       |
| 7      | Jon Izagirre (ESP)       | Astana–Premier Tech     | + 38"       |
| 8      | Ben O'Connor (AUS)       | AG2R Citroën Team       | + 47"       |
| 9      | David Gaudu (FRA)        | Groupama–FDJ            | + 1' 12"    |
| 10     | Tao Geoghegan Hart (GBR) | Ineos Grenadiers        | + 1' 57"    |

### Bodovací soutěž
| Pořadí | Jezdec                   | Tým                     | Body |
| ------ | ------------------------ | ----------------------- | ---- |
| 1      | Sonny Colbrelli (ITA)    | Team Bahrain Victorious | 91   |
| 2      | Kasper Asgreen (DEN)     | Deceuninck–Quick-Step   | 58   |
| 3      | Alex Aranburu (ESP)      | Astana–Premier Tech     | 58   |
| 4      | Patrick Konrad (AUT)     | Bora–Hansgrohe          | 56   |
| 5      | Alejandro Valverde (ESP) | Movistar Team           | 51   |
| 6      | Lukas Pöstlberger (AUT)  | Bora–Hansgrohe          | 37   |
| 7      | Jasper Stuyven (BEL)     | Trek–Segafredo          | 36   |
| 8      | Mark Padun (UKR)         | Team Bahrain Victorious | 34   |
| 9      | Geraint Thomas (GBR)     | Ineos Grenadiers        | 33   |
| 10     | Wilco Kelderman (NED)    | Bora–Hansgrohe          | 32   |

### Vrchařská soutěž
| Pořadí | Jezdec                  | Tým                     | Body |
| ------ | ----------------------- | ----------------------- | ---- |
| 1      | Mark Padun (UKR)        | Team Bahrain Victorious | 50   |
| 2      | Lawson Craddock (USA)   | EF Education–Nippo      | 33   |
| 3      | Michael Valgren (DEN)   | EF Education–Nippo      | 26   |
| 4      | Matthew Holmes (GBR)    | Lotto–Soudal            | 21   |
| 5      | Jack Haig (AUS)         | Team Bahrain Victorious | 16   |
| 6      | Richie Porte (AUS)      | Ineos Grenadiers        | 15   |
| 7      | Nils Politt (GER)       | Bora–Hansgrohe          | 13   |
| 8      | Lukas Pöstlberger (AUT) | Bora–Hansgrohe          | 12   |
| 9      | Kenny Elissonde (FRA)   | Trek–Segafredo          | 12   |
| 10     | Martijn Tusveld (NED)   | Team DSM                | 12   |

### Soutěž mladých jezdců
| Pořadí | Jezdec                         | Tým                     | Čas         |
| ------ | ------------------------------ | ----------------------- | ----------- |
| 1      | David Gaudu (FRA)              | Groupama–FDJ            | 29h 38' 17" |
| 2      | Aurélien Paret-Peintre (FRA)   | AG2R Citroën Team       | + 1' 59"    |
| 3      | Mattias Skjelmose Jensen (DEN) | Trek–Segafredo          | + 5' 44"    |
| 4      | Felix Gall (AUT)               | Team DSM                | + 7' 43"    |
| 5      | Jaakko Hänninen (FIN)          | AG2R Citroën Team       | + 25' 15"   |
| 6      | Carlos Rodríguez (ESP)         | Ineos Grenadiers        | + 26' 04"   |
| 7      | Valentin Madouas (FRA)         | Groupama–FDJ            | + 26' 49"   |
| 8      | Mark Padun (UKR)               | Team Bahrain Victorious | + 27' 29"   |
| 9      | Sylvain Moniquet (BEL)         | Lotto–Soudal            | + 28' 07"   |
| 10     | Brandon McNulty (USA)          | UAE Team Emirates       | + 32' 23"   |

### Soutěž týmů
| Pořadí | Tým                     | Čas         |
| ------ | ----------------------- | ----------- |
| 1      | Ineos Grenadiers        | 88h 53' 28" |
| 2      | Movistar Team           | + 4' 09"    |
| 3      | Team Bahrain Victorious | + 14' 04"   |
| 4      | AG2R Citroën Team       | + 21' 32"   |
| 5      | Team Jumbo–Visma        | + 27' 20"   |
| 6      | Astana–Premier Tech     | + 29' 30"   |
| 7      | Bora–Hansgrohe          | + 43' 13"   |
| 8      | Groupama–FDJ            | + 46' 18"   |
| 9      | Team DSM                | + 51' 39"   |
| 10     | Trek–Segafredo          | + 53' 46"   |